# Classe Strade Romane
La classe Strade Romane era composta da sei navi traghetto costruite tra il 1979 e il 1981 per conto della Tirrenia di Navigazione. Battezzate tutte con nomi di strade consolari romane (Domiziana, Emilia, Clodia, Nomentana, Aurelia e Flaminia), hanno subito negli anni diverse trasformazioni e adeguamenti. Nel 1992 tali opere hanno interessato particolarmente la Clodia, l'Aurelia e la Nomentana, al punto tale da farle rientrare in una sottoclasse chiamata Strade Romane Trasformate o Nuove Strade.

## Caratteristiche
Le sei navi della classe furono ordinate da Tirrenia di Navigazione a metà degli anni settanta per far fronte al grande aumento dei traffici, soprattutto turistici, tra Sardegna e continente e per sostituire alcune delle unità più vecchie ormai inadatte al servizio. I sei traghetti, consegnati tra il 1979 e il 1981, erano lunghi 136 metri e avevano una stazza lorda di 9.485 tonnellate. Potevano trasportare circa 1000 passeggeri e 470 automobili a una velocità di venti nodi. Tutte le unità furono costruite all'Italcantieri di Castellammare di Stabia, ad eccezione della Clodia che fu costruita a Sestri Ponente.
Negli anni ottanta il volume di traffico tra la Sardegna e il continente crebbe in modo esponenziale e nell'inverno 1986-87 la Tirrenia decise di sottoporre le sei unità della classe a un intervento di allungamento, durante il quale alle navi furono aggiunti un troncone di 12,5 metri a metà scafo e un ulteriore ponte. La trasformazione aumentò la capacità di trasporto a 2.000 passeggeri e 610 automobili, portando la stazza lorda a 12.523 tonnellate.
Nel 1990 le poltrone di prima classe furono sostituite da cabine, in modo da ottenere 300 posti letto aggiuntivi.

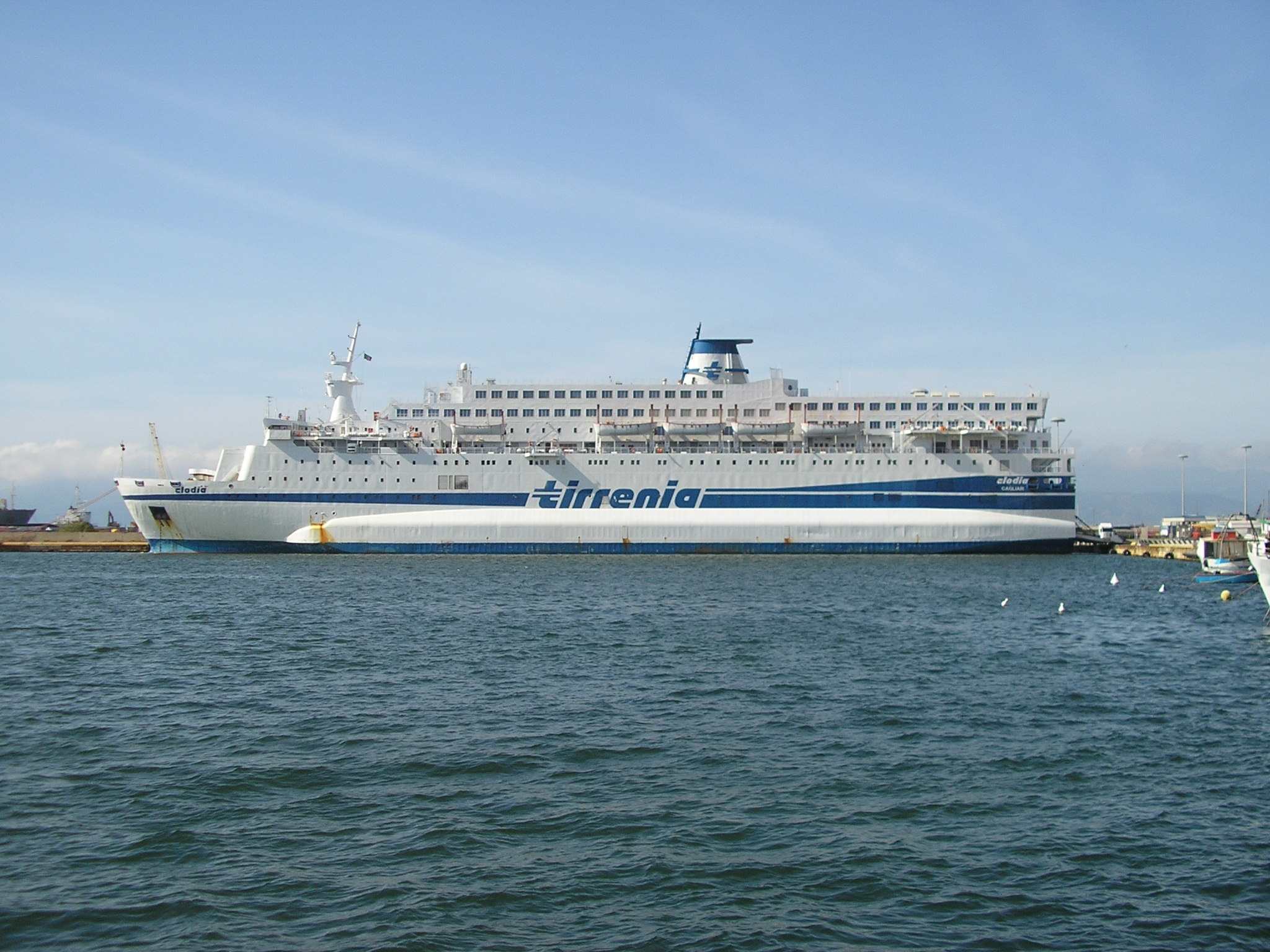
Clodia dopo i lavori di trasformazione del 1992: si notino i ponti aggiuntivi

Nel 1992 Clodia, Aurelia e Nomentana furono sottoposte a un'ulteriore trasformazione ai cantieri navali INMA di La Spezia e SMEB di Messina, che comportò l'aggiunta di due ulteriori ponti e di controcarene laterali per aumentare la stabilità. L'intervento, inizialmente previsto per tutte le unità della classe, fu poi limitato a queste tre navi perché, pur aumentando considerevolmente il numero di posti letto e di passeggeri trasportabili, rendeva le navi molto più lente (la velocità si ridusse a circa 17 nodi) e soggette all'"effetto vela" per via della grande superficie laterale. La stazza lorda delle tre unità trasformate passò a 14.834 tonnellate.
Tra il 2002 e il 2004 Aurelia, Clodia e Nomentana furono sottoposte a ulteriori lavori di ristrutturazione per migliorare il livello del comfort a bordo e adeguarlo a quello delle unità più moderne in flotta; anche Flaminia e Domiziana subirono lavori di questo tipo, sebbene meno estensivi.

### Propulsione
Le navi sono dotate di due motori Diesel GMT A420 sedici cilindri, capaci di erogare 14120 kW di potenza. In questo modo i traghetti potevano raggiungere la velocità di 20 nodi, ridotta in seguito a causa dei vari interventi di ristrutturazione ai quali sono stati sottoposti.

## Navi appartenenti alla classe
| Nome      | Immagine | Tipo                          | Varo             | Cantiere                | Entrata in servizio | Rotta            | Compagnia     | Note                                                |
| --------- | -------- | ----------------------------- | ---------------- | ----------------------- | ------------------- | ---------------- | ------------- | --------------------------------------------------- |
| Domiziana |          | Strade Romane non trasformate | 18 aprile 1978   | Castellammare di Stabia | 1979                | Bari - Durazzo   | Adria Ferries | Rinominata AF Francesca nel 2011                    |
| Emilia    |          | Strade Romane non trasformate | 19 luglio 1978   | Castellammare di Stabia | dicembre 1979       | Mar Rosso        |               | Dal 2015 al 2024 Amanah, demolita ad Alang nel 2024 |
| Clodia    |          | Strade Romane trasformate     | 9 marzo 1979     | Sestri Ponente          | marzo 1980          |                  |               | Demolita come Clodiar nel 2013                      |
| Nomentana |          | Strade Romane trasformate     | 8 marzo 1979     | Castellammare di Stabia | ottobre 1980        |                  |               | Demolita come Nomt nel 2013                         |
| Aurelia   |          | Strade Romane trasformate     | 24 novembre 1979 | Castellammare di Stabia | novembre 1980       | Ancona - Spalato | SNAV          | Dal 2023 MSC Aurelia per SNAV                       |
| Flaminia  |          | Strade Romane non trasformate | 31 maggio 1980   | Castellammare di Stabia | 30 aprile 1981      |                  |               | Demolita come New York nel 2013                     |

## Servizio
La Domiziana, prima nave della classe, fu varata il 19 aprile 1978 a Castellammare di Stabia, entrando in servizio l'anno seguente tra Genova e Porto Torres. La seconda unità a entrare in servizio fu l'Emilia, che fu varata il 19 luglio 1978 e fu immessa, nel dicembre 1979, sul collegamento Napoli - Palermo. Seguirono la Clodia (entrata in servizio nel marzo 1980 tra Genova e Palermo), la Nomentana (completata nel settembre 1980), l'Aurelia (in servizio dal novembre 1980 tra Genova, Palermo e Porto Torres) e la Flaminia (entrata in servizio il 30 aprile 1981).
Le navi della classe Strade Romane hanno prestato servizio su gran parte delle linee del Tirreno, in particolare nei collegamenti con la Sardegna.
Nel 2003 la Domiziana fu noleggiata all'Adriatica di Navigazione per essere impiegata tra Bari e Durazzo; le altre due unità non trasformate passarono alla società veneziana nel 2004, preludio della cessione della compagnia a Tirrenia avvenuta nel novembre 2004. Nel 2006 l'Emilia fu venduta alla Enermar, prendendo il nome di Adriatica e venendo successivamente immessa nei collegamenti sul Mar Rosso. Aurelia, Clodia e Nomentana rimasero in servizio nel Tirreno, operando prevalentemente sulle linee Genova - Olbia - Arbatax, Civitavecchia - Cagliari e, dopo il grave incendio che colpì il Vincenzo Florio nel maggio 2009, Napoli - Palermo.
Nel 2010 la Domiziana, ancora con i leoni alati di San Marco, simbolo dell'Adriatica, sul fumaiolo, tornò in servizio nel Tirreno, collegando Genova e Olbia. La nave fu poi messa in vendita e posta in disarmo a Crotone a partire dal 1º ottobre dello stesso anno, in seguito all'entrata in vigore di nuove norme di sicurezza alle quali non era stata adeguata. Il 15 gennaio 2011 fu definitivamente sospeso anche il collegamento Bari - Durazzo operato dalla Flaminia, che fu quindi fermata nel porto di Bari. L'unità fu successivamente impiegata come nave di riserva della flotta Tirrenia, venendo occasionalmente utilizzata anche per il trasporto di immigrati clandestini da Lampedusa a diversi porti italiani.
Nel maggio 2011 la Domiziana fu venduta alla compagnia di navigazione italiana Adria Ferries, prendendo bandiera cipriota e venendo immessa nei collegamenti tra Bari e Durazzo. Terminata la stagione estiva, la nave fu rinominata Af Francesca e sottoposta a lavori di ristrutturazione in Turchia. Clodia e Nomentana furono utilizzate tra Civitavecchia e Cagliari, mentre la Aurelia fu impiegata sulla rotta Genova - Olbia - Arbatax. Nei primi mesi del 2012 l'Aurelia rimase sulla Genova-Olbia-Arbatax, tranne una breve parentesi sulla Civitavecchia-Arbatax-Cagliari, la Clodia dopo la manutenzione nel porto di Crotone ritornò sulla stessa linea, mentre la Nomentana servì diverse rotte tra cui la Napoli-Palermo e la Civitavecchia-Olbia. A partire da giugno la Clodia viene posta in disarmo nel porto di Civitavecchia e successivamente a Olbia, mentre Aurelia e Nomentana continuarono a coprire la tradizionale tratta Civitavecchia-Arbatax-Cagliari, in attesa di essere sostituite da due navi gemelle battenti bandiera greca noleggiate dalla compagnia. La sostituzione avvenne a fine luglio: Aurelia rimase in servizio tra il porto laziale e Arbatax, mentre Nomentana fu posta in disarmo nel porto di Trapani.
Nell'ottobre 2012 la Flaminia fu venduta per la demolizione, cambiando bandiera e prendendo il nome di New York. La stessa sorte toccò, nel febbraio 2013, a Nomentana e Clodia, che presero rispettivamente i nomi di Nomt e Clodiar e partirono, rispettivamente dai porti di Trapani e Olbia per i cantieri di demolizione in India nel mese successivo.
La Aurelia continuò invece a essere impiegata come nave di riserva da Tirrenia, entrando in servizio all'occorrenza. Nell'agosto 2013 fu brevemente noleggiata alla siciliana Compagnia delle Isole per collegare Porto Empedocle con Linosa e Lampedusa, mentre nella stagione estiva seguente fu noleggiata ad Adria Ferries e SNAV per servizi nell'Adriatico.

## Incidenti
Il 12 giugno 1998 a causa del forte vento la Clodia urtò contro uno scoglio a Porto Torres, riportando una falla nello scafo e dovendo recarsi a Napoli per le riparazioni.
Il 20 agosto 2005 la Emilia, in fase di ormeggio a Palermo dopo essere arrivata da Cagliari, urtò violentemente contro la banchina per un'avaria dei sistemi di controllo della nave. L'urto causò circa trenta feriti e danni a diverse autovetture imbarcate, oltre che al portellone e alla poppa del traghetto, che dovette essere fermato per le riparazioni.

## Origine dei nomi
I nomi delle unità della classe sono stati ripresi da quelli di alcune strade consolari romane: Via Domiziana, Via Emilia, Via Clodia, Via Nomentana, Via Aurelia e Via Flaminia.